# Лосев, Сергей Васильевич
Серге́й Васи́льевич Ло́сев (род. 2 августа 1948, Ленинград) — советский и российский актёр театра, кино и телевидения, Заслуженный артист Российской Федерации (1997).

## Биография
Родился 2 августа 1948 года в Выборгском районе Ленинграда.
Окончил четыре курса математико-механического факультета Ленинградского государственного университета, затем поступил в Ленинградский государственный институт театра, музыки и кинематографии и в 1975 году его окончил.
С 1980 года служит в БДТ имени Г. А. Товстоногова, преподаватель актёрского мастерства в университетском Центре эстетического воспитания.
С 1989 года был постоянным участником знаменитого ленинградского театра капустников «Четвёртая стена» под руководством Вадима Жука (вместе с Александром Романцовым, Борисом Смолкиным, Игорем Окрепиловым и другими актёрами). Снимается в кино, один из главных исполнителей роли Н. С. Хрущёва в биографических сериалах и фильмах.
25 сентября 2015 года актёр принял участие в театрализованных онлайн-чтениях произведений А. П. Чехова «Чехов жив».
В феврале 2009 года награждён медалью Пушкина.

## Семья
- Жена (с 1975 года) — Татьяна Назарчук, актриса Петербургского театра марионеток;
- Сын Александр (род. 1977) — актёр, педагог;
  - Внучка Елизавета;
- Сын Иван (род. 1987) — спортивный журналист;
  - Внук Сергей.

## Роли в театре
Основные роли в театре:
- «Таланты и поклонники» А. Н. Островский — Великатов
- «Гроза» А. Н. Островский — Савел Прокофьевич Дикой
- «Двенадцатая ночь или Как пожелаете» У. Шекспир — капитан Антонио
- «Дом, где разбиваются сердца» Б. Шоу — Менген
- «Чёрная комедия» П. Шеффер — Гарольд Корриндж
- «Власть тьмы» Л. Н. Толстой — Митрич
- «Ночь перед Рождеством» Н. В. Гоголь — Чуб
- «Парочка подержанных идеалов» Г. Ибсен — Ульрик Брендель
- «Месяц в деревне» И. С. Тургенев — Игнатий Ильич Шпигельский
- «Жестокие игры» А. Н. Арбузов; режиссёр Ю. Е. Аксёнов — геолог

Занят в спектакле Санкт-Петербургского Антрепризного Театра Комедий:
- «Папа в паутине, или слишком женатый таксист—2»

## Фильмография
- 1976 — «Старые друзья» — милиционер
- 1977 — «Нос» — чиновник
- 1979 — «Аллегро с огнём» — Борис Семёнович Рашевский
- 1979 — «Незнакомка»
- 1981 — «Несравненный Наконечников» (короткометражный)
- 1981 — «Путешествие в Кавказские горы» — Иван Николаевич
- 1982 — «Кража»
- 1982 — «Влюблён по собственному желанию» — плановик
- 1983 — «Мера пресечения» — судья
- 1983 — «Пацаны» — тренер Василий Васильевич
- 1983 — «Уникум» — Эдик, администратор
- 1984 — «Каждый десятый» — эпизод
- 1984 — «Колье Шарлотты» — Сергей Петрович Бобров
- 1984 — «Милый, дорогой, любимый, единственный» — врач
- 1985 — «Воскресный папа» — капитан милиции
- 1986 — «Исключения без правил» (киноальманах) Серия «Экскурсант» — мастер цеха на фабрике игрушек
- 1986 — «Маленькая Баба-Яга» (фильм-спектакль) — Балдуин
- 1986 — «Мой нежно любимый детектив» — двенадцатый
- 1986 — «Прорыв» — директор хлебозавода
- 1987 — «Мой боевой расчёт» — Чухляев
- 1987 — «Моонзунд» — дежурный по штабу в Ревеле
- 1987 — «Ищу друга жизни» — Ардальон, муж Кати, бывшей жены Ивана
- 1987 — «Планета Новогодних ёлок» (фильм-спектакль) — робот/член правительства
- 1988 — «Жизнь Клима Самгина» — доктор Сомов
- 1988 — «Эти… три верные карты…» — слуга графини
- 1989 — «Смерть Тарелкина» (фильм-спектакль) — чиновник
- 1989 — «Криминальный квартет»
- 1989 — «Васька» — врач
- 1989 — «Энергичные люди» (фильм-спектакль) — Простой человек
- 1990 — «Духов день» — Сергей Иванович, обитатель пансионата
- 1990 — «Адвокат» — судья
- 1990 — «Новая Шахерезада» — Хрусталёв
- 1991 — «Господня рыба» — редактор
- 1991 — «Мой лучший друг — генерал Василий, сын Иосифа»
- 1991 — «Сказка про то, как Глеб тридевятое царство от Кащея Бессмертного спас» (фильм-спектакль)
- 1991 — «Скандальное происшествие» (фильм-спектакль)
- 1992 — «А король-то голый» (фильм-спектакль) — повар
- 1993 — «Два капитана 2»
- 1993 — «Батман» (короткометражный) — муж
- 1993 — «Страсти по Анжелике» — судья
- 1994 — «Самолёт летит в Россию» — директор
- 1998 — «Улицы разбитых фонарей» (серия «Моль бледная») — пострадавший
- 1999 — «Тонкая штучка» — милиционер
- 2000 — «Агент национальной безопасности - 2» (серия «Человек без лица») — патологоанатом
- 2000 — «Империя под ударом» (серия «Сашка-химик») — жандарм
- 2000 — 2001 — «Убойная сила-2» (серия «Способный ученик») — Илья Мудролюбов
- 2002 — «Крот 2» — Василий Исаевич, полковник, начальник СИЗО
- 2004 — «Осторожно, Задов! или Похождения прапорщика» — Грибник (1 сезон: 6 серия) / полковник ФСБ Лобков (1 сезон: 7 серия) / волшебник (1 сезон: 9 серия)
- 2005 — «Брежнев» — Н.С. Хрущёв
- 2005 — «Бой с тенью» — дальнобойщик
- 2007 — 2010 — «Гаишники» — полковник милиции Фёдор Петрович Болтин, начальник ДПС
- 2008 — «Каменская 5» (серия «Реквием») — генерал Быков
- 2008 — «Глухарь»
- 2009 — «И примкнувший к ним Шепилов» — Н. С. Хрущёв
- 2009 — «Морские дьяволы - 3» (серия «Операция „Данаец“») — Дик
- 2009 — «Одержимый (Джек Потрошитель)» — Андрей Андреевич, начальник отдела ГУВД Санкт-Петербурга
- 2012 — «Однажды в Ростове» — Н.С. Хрущёв
- 2012 — «Мосгаз» — Н.С. Хрущёв
- 2013 — «Сын отца народов» — Н.С. Хрущёв
- 2015 — «Непридуманная жизнь» — Иван Макарович Галушко, председатель колхоза
- 2015 — «Семейный альбом» — директор музея
- 2015 — «Таинственная страсть» — Н.С. Хрущёв
- 2016 — «Наше счастливое завтра» — вахтёр
- 2018 — «Позвоните Мышкину» — представитель РОНО
- 2018 — «Светлана» — Н.С. Хрущёв
- 2018 — «Мельник» — Иван Лукич Пегов
- 2019 — «Обгоняя время» — Никита Сергеевич Хрущёв
- 2023 — «Цербер» — Александр Иванович Татищев, председатель Следственной комиссии по делу о декабристах
- 2025 — «Северный полюс» — Н. С. Хрущёв

## Награды и звания
- Медаль ордена «За заслуги перед Отечеством» II степени (29 апреля 2019 года) — за большой вклад в развитие отечественной культуры и искусства, многолетнюю плодотворную деятельность[3].
- Медаль Пушкина (5 февраля 2009 года) — за большой вклад в развитие отечественного театрального искусства и многолетнюю плодотворную деятельность[2].
- Заслуженный артист Российской Федерации (16 апреля 1997 года) — за заслуги в области искусства[4].
- Благодарность Законодательного Собрания Санкт-Петербурга (27 февраля 2019 года) — за выдающиеся личные заслуги в области культуры и искусства в Санкт-Петербурге, успешную творческую деятельность и высокий профессионализм, а также в связи со 100-летием со дня создания Федерального государственного бюджетного учреждения культуры «Российский государственный академический Большой драматический театр имени Г.А.Товстоногова»[5].